# Municipio de Adams (condado de Delaware)
El municipio de Adams (en inglés: Adams Township) es un municipio ubicado en el condado de Delaware en el estado estadounidense de Iowa. En el año 2010 tenía una población de 730 habitantes y una densidad poblacional de 7,78 personas por km².

## Geografía
El municipio de Adams se encuentra ubicado en las coordenadas 42°20′24″N 91°32′20″O / 42.34000, -91.53889. Según la Oficina del Censo de los Estados Unidos, el municipio tiene una superficie total de 93.78 km², de la cual 93,78 km² corresponden a tierra firme y (0 %) 0 km² es agua.

## Demografía
Según el censo de 2010, había 730 personas residiendo en el municipio de Adams. La densidad de población era de 7,78 hab./km². De los 730 habitantes, el municipio de Adams estaba compuesto por el 99,18 % blancos, el 0,14 % eran asiáticos y el 0,68 % eran de una mezcla de razas. Del total de la población el 0,14 % eran hispanos o latinos de cualquier raza.